# Chord Overstreet
Chord Paul Overstreet (ur. 17 lutego 1989 w Nashville) – amerykański piosenkarz, aktor i muzyk. Najbardziej znany z roli Sama Evansa w serialu Glee.

## Filmografia
| Rok       | Tytuł                     | Rola          | Notka                     |
| --------- | ------------------------- | ------------- | ------------------------- |
| 2009      | Private                   | Josh Hollis   | Serial internetowy        |
| 2009      | iCarly                    | Eric          | Pierwsza telewizyjna rola |
| 2010      | The Hole                  | Nastolatek    | Pierwsza filmowa rola     |
| 2010–2015 | Glee                      | Sam Evans     | Regularne występy         |
| 2010      | Zwykła/niezwykła rodzinka | Lucas Fisher  | Odcinek Pilot             |
| 2010      | Pępek świata              | Pan Wilkerson | Odcinek Hecking Order     |

| Rok  | Film                       | Rola             | Uwagi |
| ---- | -------------------------- | ---------------- | ----- |
| 2009 | Strach 3D                  | Adam             |       |
| 2011 | A Warrior's Heart          | Dupree           |       |
| 2011 | Glee: The 3D Concert Movie | Sam Evans/On sam |       |
| 2015 | Fourth Man Out             | Nick             |       |